# Качарава Тимур Володимирович
Тимур Володимирович Качарава (рос. Тимур Владимирович Качарава; груз. თემურ კაჭარავა; 21 серпня 1985, військове містечко, Київська область — 13 листопада 2005, Санкт-Петербург) — російський музикант, фотограф і антифашистський активіст грузинського походження, один з організаторів руху «Їжа замість бомб» у Санкт-Петербурзі. Убитий ввечері 13 листопада 2005 року внаслідок нападу членів російського націонал-соціалістичного угруповання.

## Біографія
Тимур народився в сім'ї полковника запасу Володимира Качарава та вчительки німецької мови Ірини Качарава в гарнізонному містечку недалеко від Чорнобиля. У зв'язку зі зміною місця служби батька сім'я кілька разів змінювала місце проживання.
З чотирнадцяти років Тимур захоплювався музикою в стилі хардкор. У 2003 році він став одним із творців політизованого хардкор-гурту Sandinista!, був його лідером і гітаристом (єдиний альбом гурту було записано вже після вбивства Качарави). Влітку 2005 року в складі гурту Distress він брав участь у турне Швецією, де група зіграла 5 концертів.
Тимур навчався на 4-му курсі філософського факультету Санкт-Петербурзького державного університету. Ще в підлітковому віці він зацікавився філософією хардкору — став пацифістом, вегетаріанцем, одяг купував тільки в секонд-хенді (вважав, що не можна занадто багато платити за «ганчірки»).
Тимур був активним учасником антифашистської та анархічної спільноти Санкт-Петербурга, неодноразово брав участь в антифашистських демонстраціях. Він був одним з організаторів руху «Їжа замість бомб» у Санкт-Петербурзі, учасники якого готували їжу для безхатченків і годували їх на Володимирській площі; у зв'язку з цією діяльністю він отримував погрози від неонацистів.
Убитий 13 листопада 2005 року. Похований на кладовищі в селищі Стрєльна під Санкт-Петербургом.

## Убивство і розслідування

### Напад
За словами свідків, 13 листопада 2005 року, близько 19:00, на площі Повстання Санкт-Петербурга, біля входу в магазин «Буквоїд», на Качараву і його приятеля Максима Згібая напали кілька коротко стрижених молодих людей із ножами, які кричали «Антиантифа». Качарава отримав шість ножових поранень у шию, від яких помер. Згібай, який встиг забігти до торговельного залу, дістав черепно-мозкову травму і поранення грудної клітини й був госпіталізований у важкому стані.
Смерть Качарави викликала великий суспільний резонанс як убивство на ґрунті нацизму і політичних переконань. Студентами університету було зібрано понад три тисячі підписів під петицією до Володимира Путіна з вимогою знайти вбивць. За фактом вбивства було порушено кримінальну справу.
У грудні 2005 року було заарештовано підозрюваних у скоєнні вбивства, які незабаром почали давати свідчення. Однак організатора нападу не затримали та оголосили у федеральний розшук.

### Суд
31 липня 2007 року колегія присяжних Міського суду Санкт-Петербурга винесла вердикт, визнавши доведеною участь у нападі семи підсудних. Одного з підсудних, Олександра Шабаліна, визнали винним у вбивстві Качарави й нанесенні ножових поранень Згібаю.
7 серпня 2007 року було ухвалено вирок, четверо нападників отримали від 2 до 12 років позбавлення волі, троє отримали умовні терміни. Шабалін був засуджений до 12 років позбавлення волі в колонії суворого режиму за статтями 105 КК РФ (убивство) і 282 КК РФ (збудження національної, расової або релігійної ворожнечі). Водночас усіх нападників було визнано винними в розпалюванні національної, расової чи релігійної ворожнечі. Заступник прокурора міста зазначив: «Обвинувачені навіть і не заперечують того, що були готові напасти на будь-яку групу антифашистів. Качарава і Згібай виявилися найбільш зручними жертвами».
Обвинувальний вирок у справі про вбивство Тимура Качарави правозахисники назвали найбільш значущою перемогою в російських судах у 2007 році.
У грудні 2018 року Смольнинським районним судом Санкт-Петербурга до 1,5 років колонії загального режиму було засуджено Олександра Зеніна, який тривалий час переховувався від слідства і був затриманий у лютому 2018 року. Він зізнався, що розробив план нападу; також, за даними слідства, він брав участь у нападі та завдав Качараві удар ногою по голові. У результаті Зеніну висунули обвинувачення за статтею 282, частина 2.

## Пам'ять
У червні 2007 року в Санкт-Петербурзі у творчому центрі «ПікАрт» у рамках проєкту «Зі світом по Пітеру» проходила фотовиставка Тимура Качарави. Виставка була названа за однією з фотографій, зробленою Тимуром за 3 місяці до загибелі, на якій зображено напис на стіні «Don't kill me I'm in love».
11 листопада 2007 року в багатьох містах Росії та інших країн світу (Франція, США, Велика Британія, Білорусь, Україна, Литва, Румунія) пройшли акції руху «Їжа замість бомб» пам'яті Тимура.
Місце біля входу в магазин «Буквоїд» на площі Повстання стало місцем проведення щорічних акцій пам'яті Тимура 13 листопада. Там же, 20 січня 2009 року, розпочалася хода в пам'ять про вбитих напередодні в Москві Станіслава Маркелова та Анастасію Бабурову.
13 листопада 2011 року активісти на Дзвінковій вулиці заклеїли вивіски з її назвою написами «вулиця Тимура Качарави (колишня Дзвінкова)».